# Powiat d'Olecko
Le powiat d'Olecko (en polonais : powiat olecki) est un powiat appartenant à la voïvodie de Varmie-Mazurie dans le nord-est de la Pologne.

## Division administrative
Le powiat comprend 4 communes :
- 1 commune urbaine-rurale : Olecko ;
- 3 communes rurales : Kowale Oleckie, Świętajno et Wieliczki.